# یوهان فرنر
یوهان فرنر (انگلیسی: Johan Ferner; ۲۲ ژوئیهٔ ۱۹۲۷ – ۲۴ ژانویهٔ ۲۰۱۵) قایقران قایق بادبانی، و اهالی کسب‌وکار اهل نروژ بود.